# Populus acuminata
Populus acuminata är en videväxtart som beskrevs av Per Axel Rydberg. Populus acuminata ingår i släktet popplar, och familjen videväxter. Inga underarter finns listade i Catalogue of Life.